# Paul-Henri Spaak
Paul-Henri Charles Spaak uitspraakⓘ (Schaarbeek, 25 januari 1899 - Eigenbrakel, 31 juli 1972) was een Belgisch socialistisch politicus en regeringsleider.

## Levensloop

### Familie
Paul-Henri Spaak groeide op in een politiek actieve familie. Zijn grootvader Paul Janson was een voorstaand lid van de Liberale Partij, net als zijn oom langs moederkant Paul-Emile Janson, die van 1937 tot 1938 korte tijd premier was. Zijn moeder Marie Janson daartegen was politiek actief voor de socialistische BWP en werd in 1921 de eerste vrouwelijke senator. Zijn vader Paul Spaak was dan weer actief als advocaat en schrijver.
Hij trouwde 1922 met Marguerite Malevez (1899-1964), kleindochter van Alfred Février, notaris en senator. Ze kregen een zoon en twee dochters, waaronder diplomaat en ambtenaar Fernand Spaak en Antoinette Spaak die na zijn overlijden politica en parlementslid voor het FDF was. In 1965 trouwde hij met Simone Rikkers.
Hij was een broer van scenarioschrijver Charles Spaak en een oom van actrice Catherine Spaak. Schrijfster en journaliste Isabelle Spaak was zijn kleindochter.

### Loopbaan
Tijdens de Eerste Wereldoorlog wilde Spaak in 1916 als oorlogsvrijwilliger toetreden tot het Belgische leger. Toen hij op weg was naar het leger, werd hij echter door de Duitsers opgepakt en waarna hij tot aan het einde van de oorlog in een Duits krijgsgevangenenkamp verbleef. Na de oorlog ging hij in 1918 rechten studeren aan de ULB. Na het einde van zijn studies werd hij aangenomen bij een advocatenkantoor in Brussel. 
In 1920 trad Spaak toe tot de BWP, waarna hij van 1925 tot 1927 adjunct-kabinetschef van minister van Arbeid Joseph Wauters was. Zijn ideeën in het begin van zijn politieke loopbaan werden binnen de BWP beschouwd als "extremistisch", bijna grenzend aan het communisme. Spaak richtte L'Action sociale op en toen hij aan het hoofd stond van de Socialistische Jonge Wacht voerde hij in 1928 een campagne tegen oorlog. In 1930 was hij dan weer een van de advocaten van de Italiaanse anarchist Fernand De Rossa, die een aanslag wilde plegen tijdens de verloving van prinses Marie José van België en kroonprins Umberto van Italië. Zijn pleidooien hadden effect en de beschuldigde kreeg een celstraf van vijf jaar. Vervolgens ondernam Spaak een reis naar de Sovjet-Unie en publiceerde zijn indrukken van zijn verblijf aldaar in het dagblad Le Soir.
Namens de BWP en daarna de BSP werd Spaak in 1932 verkozen tot lid van de Kamer van volksvertegenwoordigers voor het arrondissement Brussel, wat hij bleef tot in 1957. Van 1961 tot 1966 zetelde hij opnieuw in de Kamer. Ook was hij van 1927 tot 1935 gemeenteraadslid van Vorst en van 1953 tot 1957 gemeenteraadslid van Sint-Gillis, waar hij van 1953 tot 1957 burgemeester was.
Spaak was gevoelig voor de gevolgen van de economische crisis van 1929 en riep daarom in L'Action Sociale de arbeiders op om zich te mobiliseren. Hiervoor kreeg Spaak heel wat kritiek binnen de BWP en hij dreigde zelfs uit de partij gezet te worden, wat uiteindelijk niet gebeurde. In 1934 was Spaak een groot voorstander van het Plan van de Arbeid dat BWP-partijvoorzitter Hendrik De Man had opgesteld.

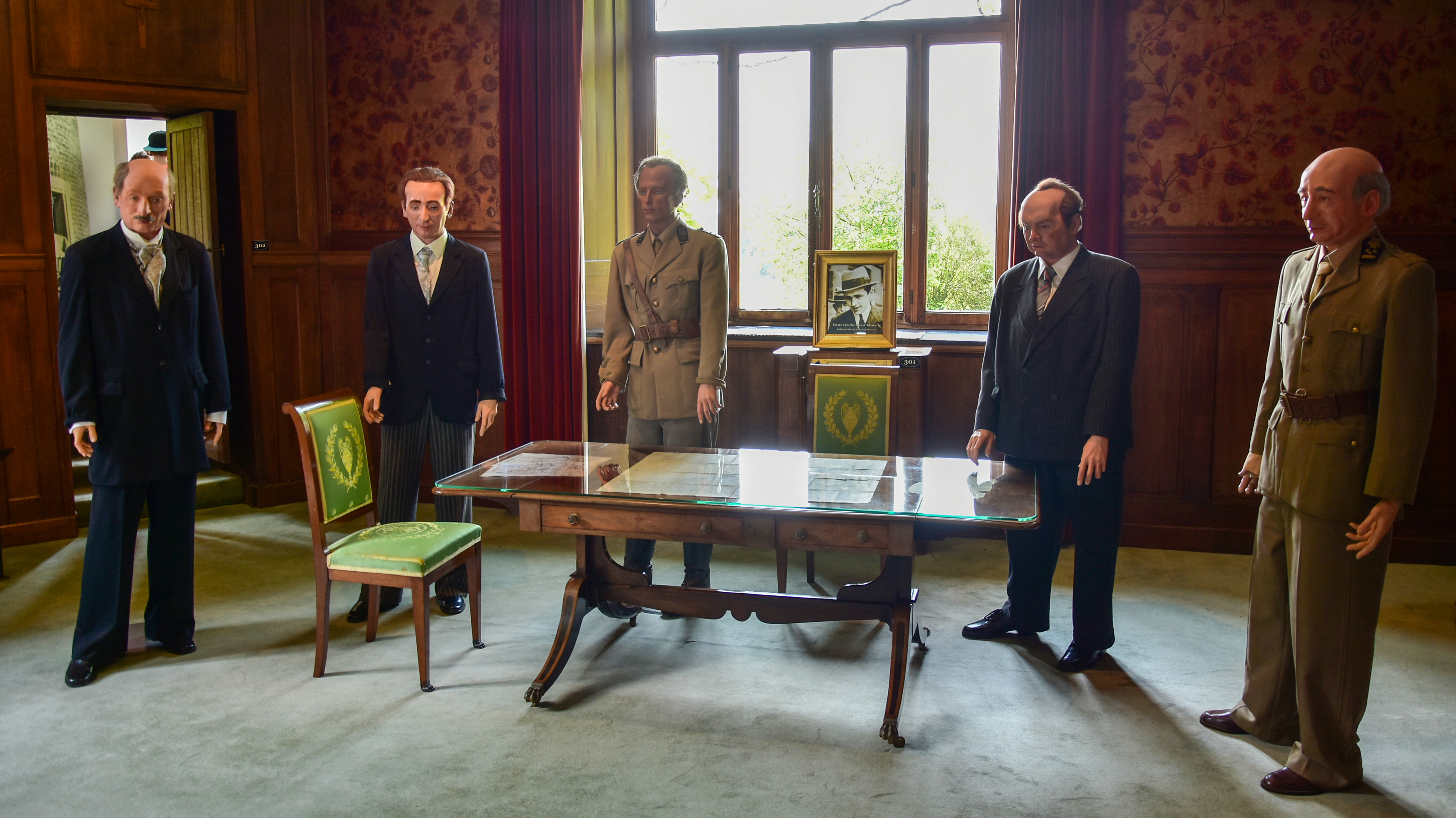
Evocatie van het gesprek op 25 mei 1940 tussen Leopold III en zijn ministers in het kasteel van Wijnendale (Spaak rechts van de koning)

In 1935 kwamen de socialisten in de regering. Ook Spaak kwam in 1935 de regering als minister van PTT en Transport. Daarna was hij van 1936 tot 1938 minister van Buitenlandse Zaken, van 1938 tot 1939 eerste minister, van 1939 tot 1949 minister van Buitenlandse Zaken, een korte periode in 1946 en van 1947 tot 1949 premier en van 1954 tot 1957 en van 1961 tot 1966 minister van Buitenlandse Zaken. In 1949 werd hij al benoemd tot minister van Staat. Zijn eerste regering viel in 1939 over de benoeming van de gewezen activist Adriaan Martens tot lid van de Koninklijke Academie voor Geneeskunde van België.
Tijdens de Tweede Wereldoorlog verbleef Spaak in ballingschap te Londen, waar hij aan de grondslag van de samenwerking tussen België, Nederland en Luxemburg meewerkte. In augustus 1949 werd hij voorzitter van de Raadgevende Vergadering van de Raad van Europa, wat hij bleef tot in 1951. Van 1952 tot 1953 was hij voorzitter van de Gemeenschappelijke Vergadering van de Europese Gemeenschap voor Kolen en Staal. Het Spaak-rapport deed de aanbeveling tot oprichting van een Europese Economische Gemeenschap en een Europese Gemeenschap voor Atoomenergie. De EEG en Euratom worden opgericht door de Verdragen van Rome, die ondertekend worden op 25 maart 1957.
Van 1946 tot 1947 was hij ook voorzitter van de eerste Algemene Vergadering van de Verenigde Naties. In 1957 werd hij secretaris-generaal van de NAVO als opvolger van Lord Ismay en bleef dit tot 1961. Vanaf 1966 was hij voorzitter van het Nationaal Centrum voor Ontwikkelingssamenwerking.
In 1966 stapte Spaak definitief uit de politiek, waarna hij in 1969 zijn memoires publiceerde. Ook sprak hij zich uit als een voorstander van het federalisme en betuigde hij openlijk zijn steun aan de Francofone partij FDF. In juli 1972 werd hij tijdens een vakantie aan de Azoren onwel, waarna hij terug naar België gerepatrieerd werd. Kort na zijn terugkomst in België overleed hij in zijn huis in Eigenbrakel.

### Literaire loopbaan
Paul-Henri Spaak was evenals zijn vader literair actief. Sinds 1945 was Spaak lid van de Académie royale de langue et de littérature françaises de Belgique.

## Eretekens
- België: Minister van Staat
- België: Grootlint in de Leopoldsorde
- België: Grootkruis in de Kroonorde
- Brazilië: Grootkruis Orde van het Zuiderkruis
- Zwitserland: Al Merito Orde
- China: Orde van de Schitterende Ster
- Colombia: Orde van Sint Carlo
- Cuba: Orde van Carlos Manuel de Cespedes
- Denemarken Orde van de Dannebrog
- Bondsrepubliek Duitsland Orde van Verdienste
- Finland Orde van de Witte Roos
- Frankrijk: Grootkruis Legioen van Eer
- Griekenland: Orde van George I
- Verenigd Koninkrijk:  Orde van Sint-Michaël en Sint-George
- Verenigd Koninkrijk:  Orde van de Eregezellen
- IJsland:  Orde van de Valk
- Iran:  Tadj Orde
- Italië:  Orde van Verdienste
- Ivoorkust:  Nationale Orde
- Japan:  Orde van de Rijzende Zon
- Joegoslavië:  Orde van de Kroon
- Litouwen:  Orde van het Kruis van Vytis
- Libanon:  Orde van de Ceder
- Luxemburg:  Orde van de Eikenkroon
- Nederland:  Orde van de Nederlandse Leeuw
- Noorwegen:  Orde van Sint Olaf
- Portugal:  Orde van Christus
- Thailand:  Orde van de Witte Olifant
- Thailand:  Bijzonder Grootkruis Orde van de Kroon van Siam
- Tsjecho-Slowakije:  Orde van de Witte Leeuw
- Tunesië:  Orde van de Republiek
- Vaticaanstad:  Orde van Pius
- Venezuela:  Orde van de Bevrijder
- Zweden:  Orde van Vasa
- Centraal-Afrikaanse Republiek:  Grootofficier Orde van Verdienste
- Rwanda:  Nationale Orde
- Zaïre:  Orde van de Luipaard
- Verenigde Staten:  Medal of Freedom in Zilver met Palm

## Trivia
- in de stripreeks Nero werd hij samen met Camille Huysmans gecast in de rol van opstandelingen in het De Hoed van Geeraard de Duivel (1950). Het tweetal wil in strook 233 dat de Indische vorst aftreedt. Dit is een parodie op het verzet van de socialisten tegen de terugkeer van Leopold III tijdens de koningskwestie.
- In 2005 eindigde hij op nr. 40 in de Vlaamse verkiezing voor De Grootste Belg. In de Franstalige verkiezing eindigde hij op nr. 11.
- Er is een vleugel in het gebouw van het Europees Parlement te Brussel naar hem genoemd: het Paul-Henri Spaakgebouw
- Evenals een hogeschool: Haute École de la Communauté Française Paul-Henri Spaak.
- Er zijn straten naar hem genoemd in Brussel, Elsene, Hoboken-Antwerpen,[2] Bocholt, Dortmund, München, Überherrn, Almere, Herten, Maastricht, Utrecht, Woerden, Vlaardingen, Goes, Zevenaar, Sint-Gillis en Sint-Lambrechts-Woluwe.